# Isoroku
Pour plus de détails, voir Fiche technique et Distribution.
Isoroku (聯合艦隊司令長官 山本五十六 – 太平洋戦争70年目の真実-, Rengō kantai shirei chōkan: Yamamoto Isoroku – Taiheiyō sensō nanajūnenme no shinjitsu) est un film japonais réalisé par Izuru Narushima, sorti en 2011.

## Synopsis
Le film retrace les dernières années de carrière de l'amiral Isoroku Yamamoto.

## Fiche technique
- Titre : Isoroku
- Titre original : 聯合艦隊司令長官 山本五十六 – 太平洋戦争70年目の真実- (Rengō kantai shirei chōkan: Yamamoto Isoroku – Taiheiyō sensō nanajūnenme no shinjitsu?)
- Réalisation : Izuru Narushima
- Scénario : Yasuo Hasegawa et Kenzaburō Iida
- Musique : Tarō Iwashiro
- Photographie : Takahide Shibanushi
- Montage : Hirohide Abe
- Production : Shohei Kotaki
- Société de production : Bandai Visual, Tōei, Kinoshita Komuten, Watanabe Entertainment, TV Asahi, Kotobuki Spirits Co., SBI Holdings, Broadmedia Studios, Asatsu-DK, Yoshidamasaki, D-COMPLEX, Food Discovery, Ennet, Niigata Nippo, Broadcasting System of Niigata, Television Niigata Network, The Yomiuri Shimbun, Sanyo Kogyo, Aoi et Destiny
- Société de distribution : Filmédia (France)
- Pays :  Japon
- Genre : Biopic, drame, historique et guerre
- Durée : 140 minutes
- Dates de sortie : 
  - Japon : 23 décembre 2011

## Distribution
- Kōji Yakusho : Isoroku Yamamoto
- Hiroshi Abe : Tamon Yamaguchi
- Shūichi Azumaya : Yoshimasa Yamamoto
- Bandō Mitsugorō X : Teikichi Hori
- Akira Emoto : Mitsumasa Yonai
- Mieko Harada : la femme de Yamamoto
- Masatō Ibu : Osami Nagano
- Teruyuki Kagawa : Munakata Keikiyoshi
- Kenji Kawahara : Keiji Arima
- Nobuko Miyamoto : la mère de Yamamoto
- Takeo Nakahara : Chūichi Nagumo
- Ikuji Nakamura : Matome Ugaki
- Kippei Shiina : Kameto Kuroshima
- Hiroshi Tamaki : Shindo Toshikazu
- Toshirō Yanagiba : Shigeyoshi Inoue
- Eisaku Yoshida : Yoshida

## Distinctions
Le film a été nommé pour deux Japan Academy Prizes et a remporté celui du meilleur son.